# Stefan Bernhard Eck
Stefan Bernhard Eck (né le 8 janvier 1956 à Hombourg) est un homme politique allemand. 
Il est député européen de 2014 à 2019, élu sur la liste du Parti de protection des animaux, qu'il quitte dès janvier 2015. Depuis janvier 2020, il est membre du Parti écologiste-démocrate.